# آرهوس جمناستيك فورينينغ
آرهوس جمناستيك فورينينغ (بالدنماركية: Aarhus Gymnastikforening)‏ وهو نادي كرة قدم دنماركي تأسس في سنة 1880 يعتبر هذا النادي واحد من أفضل الأندية في الدنمارك هذا النادي تمكن من الوصول إلى ربع نهائي دوري ابطال أوروبا مرتين وذلك في سنة 1961 وفي 1989 ويعتبر هذا النادي أكثر نادي فاز بكأس الدنمارك ب9 مرات وفاز بالدوري الدانماركي 5 مرات.

## وصلات خارجية
- الموقع الرسمي بالإنجليزي